# John Banting
John Banting (Chelsea, Londres, 12 de maig de 1902 – Hastings, 30 de gener de 1972) va ser un pintor i escriptor anglès. Va estudiar a l'Emanuel School de Battersea i inicialment va ser atret pel vorticisme. Se'l va associar amb el grup de Bloomsbury, abans d'interessar-se pel surrealisme a París en la dècada de 1930. Es va traslladar a Rye (East Sussex) en la dècada de 1950 i va morir a Hastings als 69 anys.
Un aspecte clau de la seva obra surrealista va ser la sàtira contínua de la forma i la formalitat. Les seves representacions de dones eren en certa manera misògines perquè els títols de les seves obres les objectivava i les treia de la seva feminitat, ja que cridaven l'atenció sobre els seus articles de la roba o per les seves anomalies anatòmiques que tenien connotacions sexuals. El contingut dels dibuixos de Banting va destacar per comentaris socials similars cap als estereotips burgesos al Berlín de George Grosz i Otto Dix, on es caricaturitzaven els absurds de la burgesia. Les obres van destacar aquells aspectes de cobdícia i dels excessos i els juxtaposaven amb caràcters empobrits. La crítica de Banting va anar dirigida a la falsa feminitat i, quan es combinava amb estàndards de classe mitjana alta dins de l'artificialitat de l'alta societat i el seu ús de formes descarnades, aportava un comentari sobre la inevitable autodestrucció de l'home.